# Comox
Comox è una città della Columbia Britannica, in Canada, situata nel distretto regionale di Comox Valley, sull'isola di Vancouver.